# 保羅·裘唐諾

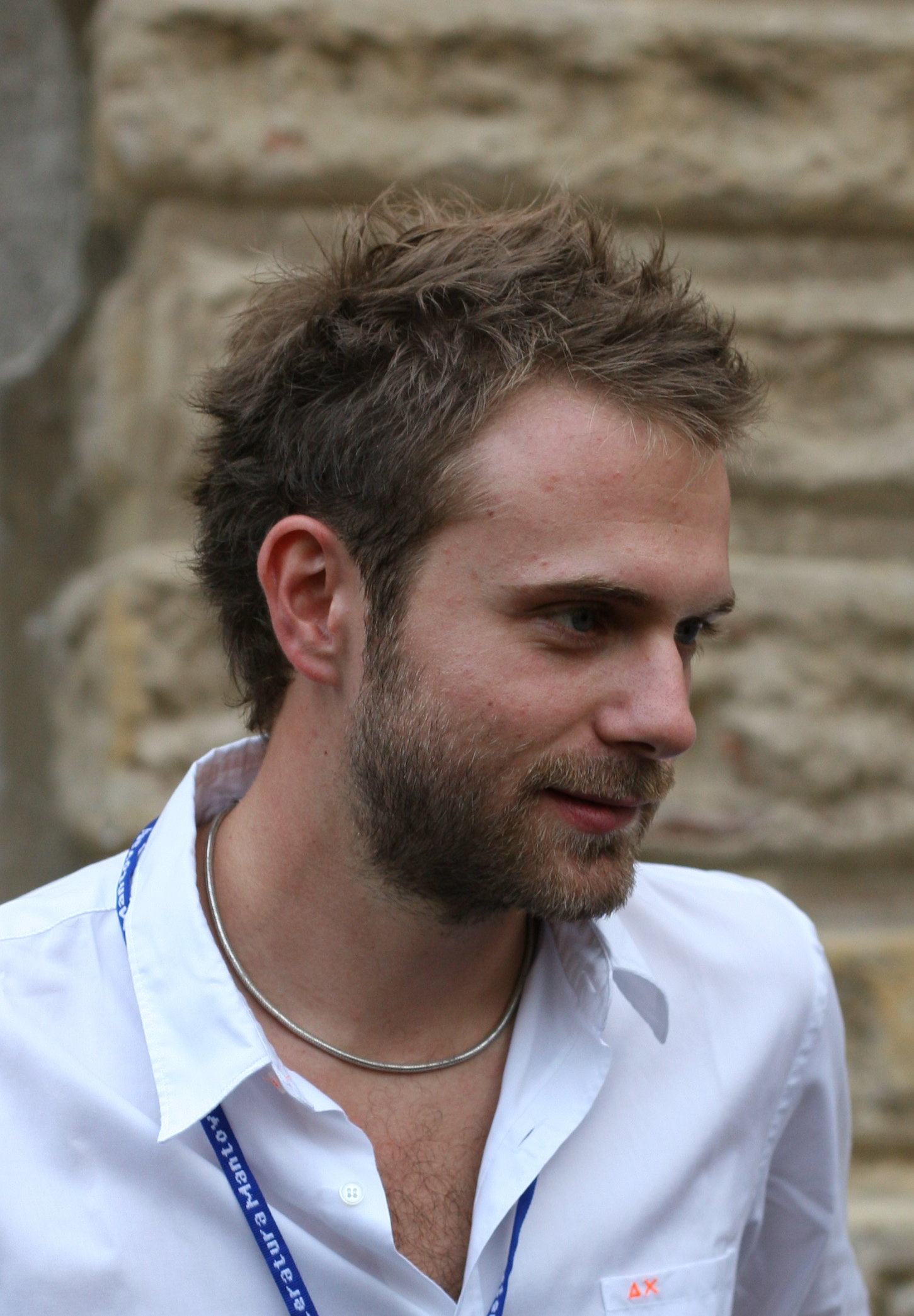
Paolo Giordano.

保羅·裘唐諾（Paolo Giordano）（1982年12月19日—）是意大利作家，以第一部小說《質數的孤獨》獲得史特雷加文學獎。

## 簡介
保羅·裘唐諾在意大利都靈出生於1982年12月19日。他在都靈大學研究物理學，並持有理論粒子物理學博士學位。《質數的孤獨》是他的第一部小說，已售出超過一百萬冊，被翻譯成30種語言。